# 印南インターチェンジ
印南インターチェンジ（いなみインターチェンジ）は、和歌山県日高郡印南町山口にある阪和自動車道のインターチェンジである。

## 道路
- E42 阪和自動車道（32番）

## 歴史
- 2003年12月14日 : 阪和自動車道御坊IC-みなべIC開通と同時に開設。
- 2025年3月5日 : 料金所がETC専用になる[1]。

## 接続する道路
- 和歌山県道28号印南原印南線

## 周辺
- 印南町役場
- 印南町立印南中学校
- かえる橋

## 料金所
- 入口レーン（和歌山・大阪方面/みなべ・南紀田辺への流入）
  - レーン数：2
    - ETC専用：1
    - サポート：1
- 出口レーン（南紀田辺・みなべ/大阪・和歌山方面からの流出）
  - レーン数：2
    - ETC専用：1
    - サポート：1

当料金所は無人型自動精算機やETCレーンのトラブル対応のため事務室にて遠隔モニター監視されている。

## 隣
E42 阪和自動車道
(31)御坊南IC - (32)印南IC - 印南SA - (33)みなべIC